# قسطي بيوجعني (فلم)
قسطي بيوجعني فيلم مصري كوميدي، صدر عام 2018.

## أحداث الفيلم
يعيش (هاني رمزي) حياة بسيطة ويعمل محصل للفواتير والأقساط الخاصة بالأجهزة الكهربائية، حيث يقع في العديد من المفارقات الكوميدية التي يتعرض لها أثناء تأدية عمله نتيجة لارتفاع الأسعار في مصر.

## طاقم التمثيل
- هاني رمزي: (أكمل)
- مايا نصري: (سوسن)
- حسن حسني : (نبيل بيه)
- مصطفى أبو سريع: (سيد)
- معتز الدمرداش: (نجيب)
- أحمد جمال سعيد: (هشام)
- منير مكرم: (رجب)
- إيمان سلامة: (كريمة)
- نور المغربي: (صافي)
- عبير الشاعر: (أم البنات)
- إبرام رؤوف: (مسعد)
- لاشينة لاشين: (صابرة)
- محمود عامر: (مجدي)
- زينب عبد الوهاب: (جميلة)
- هاني الشهيدي: (الدكتور)
- حسن المصري: (شريك سيد)

## الإيرادات
إيرادات الفيلم في اليوم الأول من عرضه 4 أبريل جاءت مخيبة للآمال، إذ لم يحقق سوى 30,884 جنيها، أي حوالي 30 ألف جنيه فقط. حقق حتى الآن حوالى 700 ألف جنيه بعد شهر من طرحه. 